# 小行星79896
小行星79896（79896 Billhaley）是小行星带的一颗小行星，最初被命名为1999 BH5。该小行星在1999年1月20日由克莱季天文台发现。
2006年2月，它被冠以摇滚先驱比爾·哈利的名字。这个新命名是为了纪念这名广受赞扬的音乐家的祭日25周年。